# N&n Galéria
Az N&n Galéria alapítványi működtetésű, privát építészeti és művészeti kiállítóhely volt Budapesten. 2001-ben alapította Nagy Bálint építész, Göncz Árpád védnökségével. 2011-ben bezárt.

## Tevékenysége
Nagy Bálint építész saját építészirodája mellett, annak támogatásával hozta létre az N&n Galériát, illetve az azt működtető alapítványt 2001-ben. A galéria elsősorban építészettel és annak társművészeteivel kapcsolatos kiállításoknak, rendezvényeknek adott helyet, de gyakoriak voltak az irodalmi és a zenei programok is. A Budapest VI. kerületében, a Hajós utca 39. szám alatt működő intézmény helyiségeit Molnár Farkasról, Gyarmathy Katalinról és Petri Györgyről nevezték el.
2004-ben a galéria alapította és onnantól gondozta a Molnár Farkas-díjat, amelyet a magyar építészet területén végzett kiemelkedő tevékenységért ítélnek oda. 2010-ben, Petri György halálának 10. évfordulóján a galéria megalapította a Petri György-díjat, amellyel olyan költő, író, drámaíró vagy esszéíró tevékenységét ismerik el, akinek még nem jelent meg önálló kötete.
2011. november 24-én a galéria Hajós utcai helyiségeit végrehajtói határozat alapján bezárták, ezzel tíz év, 216 rendezvény és kiállítás után az intézmény megszűnt működni.